# 盘丽鱼属
盘丽鱼属（学名：Symphysodon），也称七彩神仙鱼属，是丽鱼科的一属，原产亚马逊河流域。为一类常见的热带淡水观赏鱼类。因成鱼的身体侧扁呈圆盘形，故名，体色会随着年龄的不同而变化。背鳍与臀鳍比较发达，尾鳍呈扇形。一般分为两种以及四亞種：
- 黑格爾盤麗魚(Symphysodon discus)
- 黃棕盤麗魚(Symphysodon aequifasciatus)
  - 棕盤麗魚(Symphysodon aequifasciatus aequifasciatus)
  - 藍盤麗魚(Symphysodon aequifasciatus harardi)
- 塔爾氏盤麗魚(Symphysodon tarzoo)